# Анна Луиза фон Мандершайд-Бланкенхайм
Анна Луиза фон Мандершайд-Бланкенхайм също Анна Лудовика фон Мандершайд-Бланкенхайм (на немски: Anna Luise Gräfin von Manderscheid-Blankenheim; Anna Ludovica von Manderscheid-Blankenheim; * 11 април 1654, Хахенбург; † 23 април 1692, Хадамар) е имперска графиня от Мандершайд–Бланкенхайм-Сайн-Хахенбург и чрез женитба княгиня на Насау-Хадамар (1675 – 1679).

## Произход
Тя е най-голямата дъщеря, първото дете, на граф Салентин Ернст фон Мандершайд-Бланкенхайм (1630 – 1705) и първата му съпруга графиня Ернестина Салентина фон Зайн-Витгенщайн (1626 – 1661), дъщеря на граф Ернст фон Сайн-Витгенщайн (1594 – 1632) и графиня Луиза Юлиана фон Ербах (1603 – 1670). Баща ѝ Салентин Ернст се жени втори път на 12 декември 1662 г. за протестантката Юлиана Кристина Елизабет фон Ербах-Ербах (1641 – 1692).
Анна Луиза е по-голяма полусестра на Йохан Мориц Густав фон Мандершайд-Бланкенхайм (1676 – 1763), епископ на Винер Нойщат (1722 – 1734), архиепископ на Прага (1735 – 1763).
Тя умира на 23 април 1692 г. на 38 години в Хадамар и е погребана там.

## Фамилия
Анна Луиза фон Мандершайд-Бланкенхайм се омъжва на 24 октомври 1675 г. в Хахенбург за княз Мориц Хайнрих фон Насау-Хадамар (* 23 април 1626, Хадамар; † 24 януари 1679, Хадамар), син на княз Йохан Лудвиг фон Насау-Хадамар (1590 – 1653) и графиня Урсула фон Липе-Детмолд (1598 – 1638). Тя е третата му съпруга. Те имат децата:
- Дамиан Саломон Салентин (* 24 юли 1676, Хадамар; † 18 октомври 1676, Хадамар)
- Вилхелм Бернхард Лудвиг (* 23 май 1677, Хадамар; † 3 октомври 1677, Хадамар)
- Хуго Фердинанд Леонор Август (* 22 май 1678, Хадамар; † април 1679, Хадамар)
- Албертина Йохана Франциска Катарина (* 6 юли 1679, Хадамар; † 24 април 1716, Анхолт), омъжена на 20 юли 1700 г. в Анхолт за княз Лудвиг Ото фон Залм (* 24 октомври 1674; † 23 ноември 1738)